# Asakaa
Asakaa es una aplicación web de código abierto para gestión de proyectos, tiempo y  talento humano. Las funcionalidades de esta herramienta son orientadas a la administración de todo tipo de proyectos y el tiempo ejecutado en estos. 
Las opciones actuales permiten al usuario añadir personas a proyectos en el modo administrador, de tal manera que se pueda visualizar datos relevantes como el progreso actual del proyecto, saber si va con el plazo estipulado y los días planeados, conocimiento sobre tiempo gastado en cada uno de los proyectos, entre otras.

## Historia
Asakaa es un prototipo de software libre especializado en la administración de proyectos y sus equipos de trabajo, convirtiéndose con el tiempo en una herramienta que une tanto gestión de tiempo como gestión de personal.
El objetivo de Asakaa ha sido cumplir las expectativas sobre el tiempo en los proyectos.
Al día de hoy, Asakaa dispone de una cuenta gratuita y abierta a todo el público.

## Características
- Gestión de tiempo de trabajo por proyecto.
- Gestión de equipos de trabajo en cuenta empresarial.
- Planeación de tareas, cronogramas y proyectos.
- Diferentes vistas para modo tareas entre los cuales están: Gantt, Lista y Kanban.
- Chat por equipos.
- Sistema de notificaciones personalizadas.
- Muro de proyecto y muro de actividad.
- Gestión de permisos y roles de equipo.
- Comentarios por cada tarea.
- Genera informes de proyecto e informes de recursos.
- Gráficos que indiquen el resultado esperado contra el avance actual del proyecto.
- Plantillas
- Lenguaje del soporte en inglés.